# Джаспер (Флорида)
Джаспер (англ. Jasper) — місто (англ. city) в США, в окрузі Гамільтон штату Флорида. Населення — 3621 особа (2020).

## Географія
Джаспер розташований за координатами 30°31′51″ пн. ш. 82°57′30″ зх. д. / 30.53083° пн. ш. 82.95833° зх. д. (30.530968, -82.958434).  За даними Бюро перепису населення США в 2010 році місто мало площу 5,90 км², уся площа — суходіл.

## Демографія
Згідно з переписом 2010 року, у місті мешкало 4546 осіб у 664 домогосподарствах у складі 412 родин. Густота населення становила 771 особа/км².  Було 819 помешкань (139/км²).
Расовий склад населення:
| - 50,8 % — чорних або афроамериканців - 46,1 % — білих - 0,5 % — азіатів - 0,3 % — корінних американців - 1,5 % — осіб інших рас |

До двох чи більше рас належало 0,9 %. Частка іспаномовних становила 8,5 % від усіх жителів.
За віковим діапазоном населення розподілялося таким чином: 8,4 % — особи молодші 18 років, 83,9 % — особи у віці 18—64 років, 7,7 % — особи у віці 65 років та старші. Медіана віку мешканця становила 33,2 року. На 100 осіб жіночої статі у місті припадало 406,2 чоловіків;  на 100 жінок у віці від 18 років та старших — 480,8 чоловіків також старших 18 років.
Середній дохід на одне домашнє господарство  становив 40 359 доларів США (медіана — 32 600), а середній дохід на одну сім'ю — 41 270 доларів (медіана — 30 000). Медіана доходів становила 31 207 доларів для чоловіків та 34 286 доларів для жінок. За межею бідності перебувало 35,7 % осіб, у тому числі 66,7 % дітей у віці до 18 років та 10,3 % осіб у віці 65 років та старших.
Цивільне працевлаштоване населення становило 597 осіб. Основні галузі зайнятості: освіта, охорона здоров'я та соціальна допомога — 32,8 %, мистецтво, розваги та відпочинок — 16,4 %, публічна адміністрація — 14,6 %.